# 赤いバッシュ !
『赤いバッシュ !』 （あかいバッシュ）は、関西テレビで放送されていた阪急ドラマシリーズのテレビドラマである。全24話。

## 概要
学園を舞台にしたスポーツドラマ。バスケットボール部に所属する由美はひたすらバスケの練習に打ち込むが、思いもよらぬアクシデントに見まわれる。
ロケ地は宝塚、西宮、芦屋の学校が中心であった。

## キャスト
- 中原由美：山本香織[1]
- 中原達三：寺田農
- 立木正彦：夏夕介
- 立木弘子：立石凉子
- 立木道子：筒井明日
- 立木太一：吉見謙一
- 紅萬子
- 山崎賢二：河合康史
- 中原和枝：小野朝美
- 塚本先生：中嶋俊一
- 柿本範子
- 中井瑞穂
- 杉本理恵
- 田中綾子
- 三條美紀

## スタッフ
- ナレーター：家弓家正
- プロデューサー：辻本晃一、野村純一、三浦紘
- 脚本：田代淳二、上條逸雄
- 音楽：菊池俊輔
- 監修：財団法人日本バスケットボール協会
- 指導：兵庫県バスケットボール協会
- 撮影：久保久雄
- 照明：谷口義春
- 美術：福田弘
- 録音：竹中直
- 編集：山口喜義
- 整音：松下薫
- 音効：湯浅重雄
- 記録：岡崎洋子
- 計測：藤戸嘉文
- 製作主任：高山徳太
- 製作進行：大北晴四郎
- 演技事務：下田武応
- 助監督：平間厚
- 衣裳デザイン：立亀長三
- 衣装協力：アシックス、ベンチウォーマー（株式会社ヤング商事）
- メーク：堺かつら
- 現像：IMAGICA
- 監督：松森健、吉田憲二、高野昭二
- 制作：関西テレビ放送、宝塚映像

## 音楽
主題歌「君はボーイッシュ」
作詞：大津あきら / 作曲：菊池俊輔 / 編曲：矢野立美 / 歌：徳垣とも子（日本コロムビア）
挿入歌「Jumpin' Heart」
作詞：大津あきら / 作曲：菊池俊輔 / 編曲：矢野立美 / 歌：徳垣とも子（日本コロムビア）

## 放送日程
| 話数 | 放送日     | 放送日          | サブタイトル               |
| 話数 | 関西テレビ | フジテレビ      | サブタイトル               |
| ---- | ---------- | --------------- | -------------------------- |
| 1    |            | 1987年 10月31日 | 新しい家族！               |
| 2    |            | 11月7日         | 傷だらけのシュート         |
| 3    |            | 11月14日        | 使わなかったテレホンカード |
| 4    |            | 11月21日        | 立て！キリン               |
| 5    |            | 11月28日        | 逆転の手紙                 |
| 6    |            | 12月5日         | サボッたんです！           |
| 7    |            | 12月12日        | 有難う、ボールたち         |
| 8    |            | 12月19日        | マネージャーのパス         |
| 9    |            | 12月26日        | セーターなんかいらない！   |
| 10   |            | 1988年 1月9日   | 影武者                     |
| 11   |            | 1月16日         | こころ配り                 |
| 12   |            | 1月23日         | 消えた合宿？               |
| 13   |            | 1月30日         | 先生のお年玉               |
| 14   |            | 2月6日          | ヒメ・怒る                 |
| 15   |            | 2月13日         | 対決！1対3                 |
| 16   |            | 2月20日         | フォーメーションZ          |
| 17   |            | 2月27日         | スタートファイブの栄光     |
| 18   |            | 3月5日          | ヒメの危機                 |
| 19   |            | 3月12日         | 孤立                       |
| 20   |            | 3月19日         | 運命のパス                 |
| 21   |            | 3月26日         | 絶望                       |
| 22   |            | 4月2日          | フォア・ザ・チーム         |
| 23   |            | 4月9日          | 0度からのシュート          |
| 24   |            | 4月16日         | ありがとう、ユミ           |

## 放送局
| 放送期間                       | 放送時間           | 放送局     | 対象地域   | 備考   |
| ------------------------------ | ------------------ | ---------- | ---------- | ------ |
| 1987年10月9日 - 1988年3月25日  | 金曜 19:00 - 19:30 | 関西テレビ | 近畿広域圏 | 制作局 |
| 1987年10月31日 - 1988年4月16日 | 土曜 06:00 - 06:30 | フジテレビ | 関東広域圏 |        |